# Lacinipolia ligata
Lacinipolia ligata là một loài bướm đêm trong họ Noctuidae.